# فيل ألدن روبنسون
فيل ألدن روبنسون (بالإنجليزية: Phil Alden Robinson)‏ هو منتج أفلام وكاتب سيناريو ومخرج أمريكي، ولد في 1 مارس 1950 في لونغ بيتش في الولايات المتحدة.

## وصلات خارجية
- فيل ألدن روبنسون على موقع IMDb (الإنجليزية)
- فيل ألدن روبنسون على موقع ألو سيني (الفرنسية)
- فيل ألدن روبنسون على موقع ميوزك برينز (الإنجليزية)
- فيل ألدن روبنسون على موقع أول موفي (الإنجليزية)
- فيل ألدن روبنسون على موقع قاعدة بيانات الأفلام السويدية (السويدية)
- فيل ألدن روبنسون على موقع إن إن دي بي (الإنجليزية)
- فيل ألدن روبنسون على موقع قاعدة بيانات الفيلم (الإنجليزية)
- فيل ألدن روبنسون على موقع كينوبويسك (الروسية)